# Pseudocladosporium matsushimae
Pseudocladosporium matsushimae är en svampart som beskrevs av U. Braun & C.F. Hill 2004. Pseudocladosporium matsushimae ingår i släktet Pseudocladosporium och familjen Venturiaceae.   Inga underarter finns listade i Catalogue of Life.